# NGC 6640
NGC 6640 (również PGC 61913 lub UGC 11247) – galaktyka spiralna (Sc), znajdująca się w gwiazdozbiorze Lutni. Odkrył ją Édouard Jean-Marie Stephan 21 sierpnia 1884 roku.